# Wapen van Berkhout

Wapen van Berkhout

Het wapen van Berkhout werd op 26 juni 1816 door de Hoge Raad van Adel aan de Noord-Hollandse gemeente Berkhout in gebruik bevestigd. Op 1 januari 1979 werd Berkhout onderdeel van de nieuw opgerichte gemeente Wester-Koggenland. Het wapen van Berkhout is daardoor komen te vervallen. In het wapen van Wester-Koggenland is de voorstelling uit het wapen van Berkhout als deel van het wapen overgenomen. Sinds 1 januari 2007 valt Berkhout onder de gemeente Koggenland. In het wapen van Koggenland zijn geen elementen uit het wapen van Berkhout overgenomen.

## Blazoenering
De blazoenering van het wapen luidde als volgt:
Van zilver beladen met de ridder St. Joris den draak doorstekende.
De heraldische kleuren van St. Joris zijn niet benoemd, dus is deze van natuurlijke kleur.

## Geschiedenis
Volgens Sierksma is het wapen afgeleid van de parochieheilige van Berkhout. De registertekening toont de heilige op een omgewend (heraldisch naar links, dus voor de kijker rechts gekeerd) wit paard, dat het hoofd naar achter keert. De draak is groen van kleur en eveneens omgewend. Beide staan op een uit de schildvoet opkomende groene grond.

## Verwant wapen

Het wapen van Wester-Koggenland

Abbekerk
· Akersloot
· Andijk
· Ankeveen
· Anna Paulowna
· Assendelft
· Avenhorn
· Barsingerhorn
· Beemster
· Beets
· Bennebroek
· Berkenrode
· Berkhout
· Bijlmermeer
· Blokker
· Bovenkarspel
· Broek in Waterland
· Broek op Langedijk
· Buiksloot
· Bussum
· Callantsoog
· De Rijp
· Egmond
· Egmond aan Zee
· Egmond-Binnen
· Graft
·  Graft-De Rijp
· 's-Graveland
· Groet
· Grootebroek
· Grosthuizen
· Haarlemmerliede
· Haarlemmerliede en Spaarnwoude
· Harenkarspel
· Heerhugowaard
· Hensbroek
· Hoogkarspel
· Hoogwoud
· Ilpendam
· Jisp
· Kalslagen
· Katwoude
· Koedijk
· Koog aan de Zaan
· Kortenhoef
· Krommenie
· Kwadijk
· Langedijk
· Leimuiden
· Limmen
· Marken
· Middelie
· Midwoud
· Monnickendam
· Muiden
· Naarden
· Nederhorst den Berg
· Nibbixwoud
· Niedorp
· Nieuwe Niedorp
· Nieuwendam
· Nieuwer-Amstel
· Noord-Scharwoude
· Noorder-Koggenland
· Obdam
· Oosthuizen
· Opperdoes
· Oterleek
· Oude Niedorp
· Oudendijk
· Oudkarspel
· Oudorp
· Petten
· Ransdorp
· Schardam
· Scharwoude
· Schellingwoude
· Schellinkhout
· Schermer
· Schermerhorn
· Schoorl
· Schoten
· Sijbekarspel
· Sint Maarten
· Sint Pancras
· Sloten
· Spaarndam
· Spaarnwoude
· Spanbroek
· Twisk
· Urk
· Ursem
· Veenhuizen
· Venhuizen
· Warder
· Warmenhuizen
· Waverveen
· Weesp
· Weesperkarspel
· Wervershoof
· Wester-Koggenland
· Westwoud
· Westzaan
· Wieringen
· Wieringermeer
· Wieringerwaard
· Wijdenes
. Wijdewormer
. Wijk aan Zee en Duin
· Wimmenum
· Winkel
· Wognum
· Wormer
· Wormerveer
· Zaandam
· Zaandijk
· Zeevang
· Zijpe
· Zuid-Scharwoude
· Zuid- en Noord-Schermer
· Zwaag

Dorpswapens:
Hauwert
· Volendam
· Zwaagdijk-West